# Hrobka Belcrediů
Hrobka Belcrediů je novogotická hrobka původně lombardského šlechtického rodu Belcrediů na svahu kopce Padělku v Jimramově v okrese Žďár nad Sázavou. Je chráněna jako kulturní památka České republiky.

## Historie

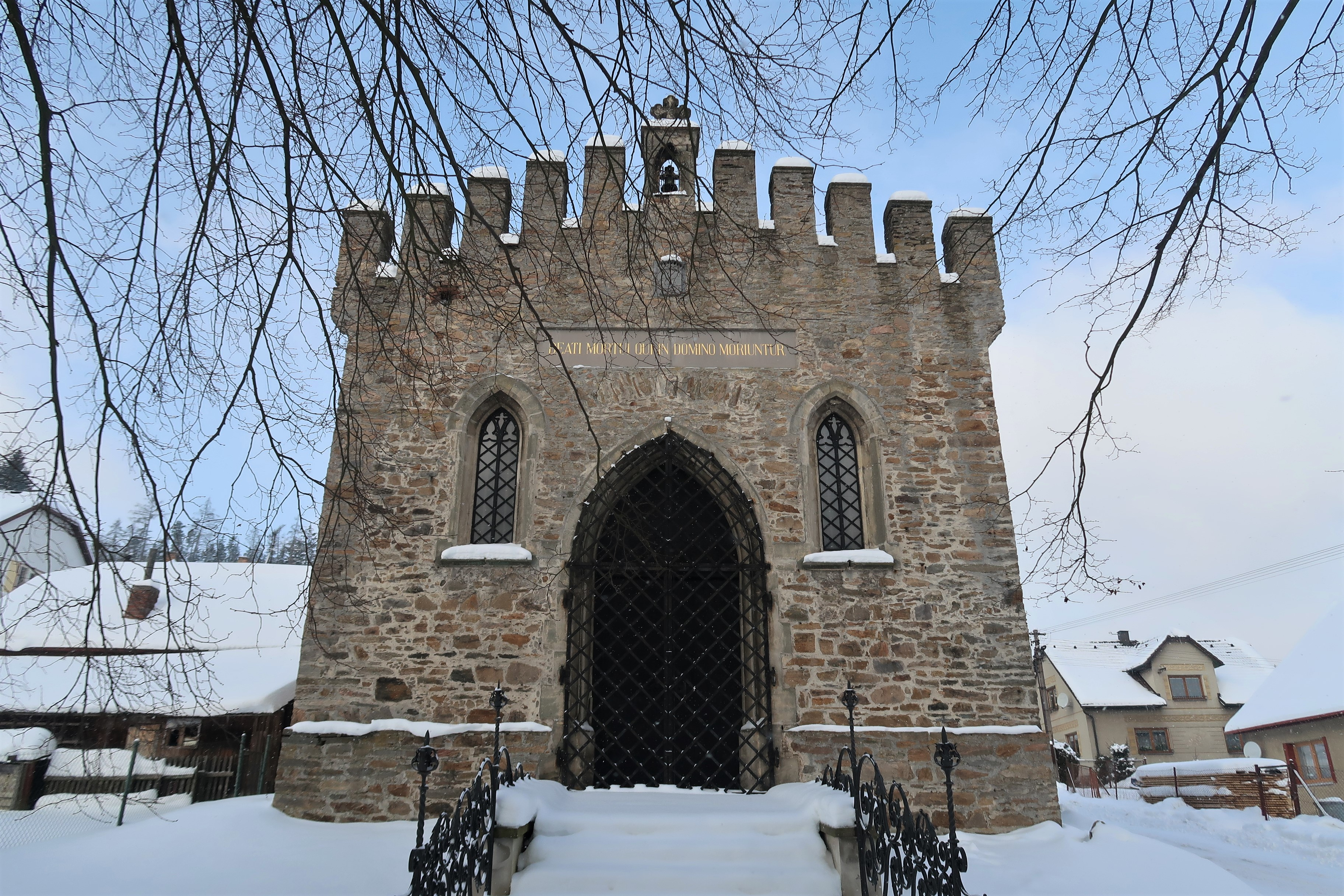
Průčelí hrobky na východní straně

Jimramovské panství se dostalo do vlastnictví rodu Belcrediů v roce 1778 přes manželku Antonína Belcrediho (1744–1812) Marii Theodoru z Freyensfelsu (1752–1832).
Hrobka byla postavena v roce 1869 nebo 1870. Nechal ji pro svou rodinu vystavět Egbert Belcredi (1816–1894).

## Popis

### Exteriéry

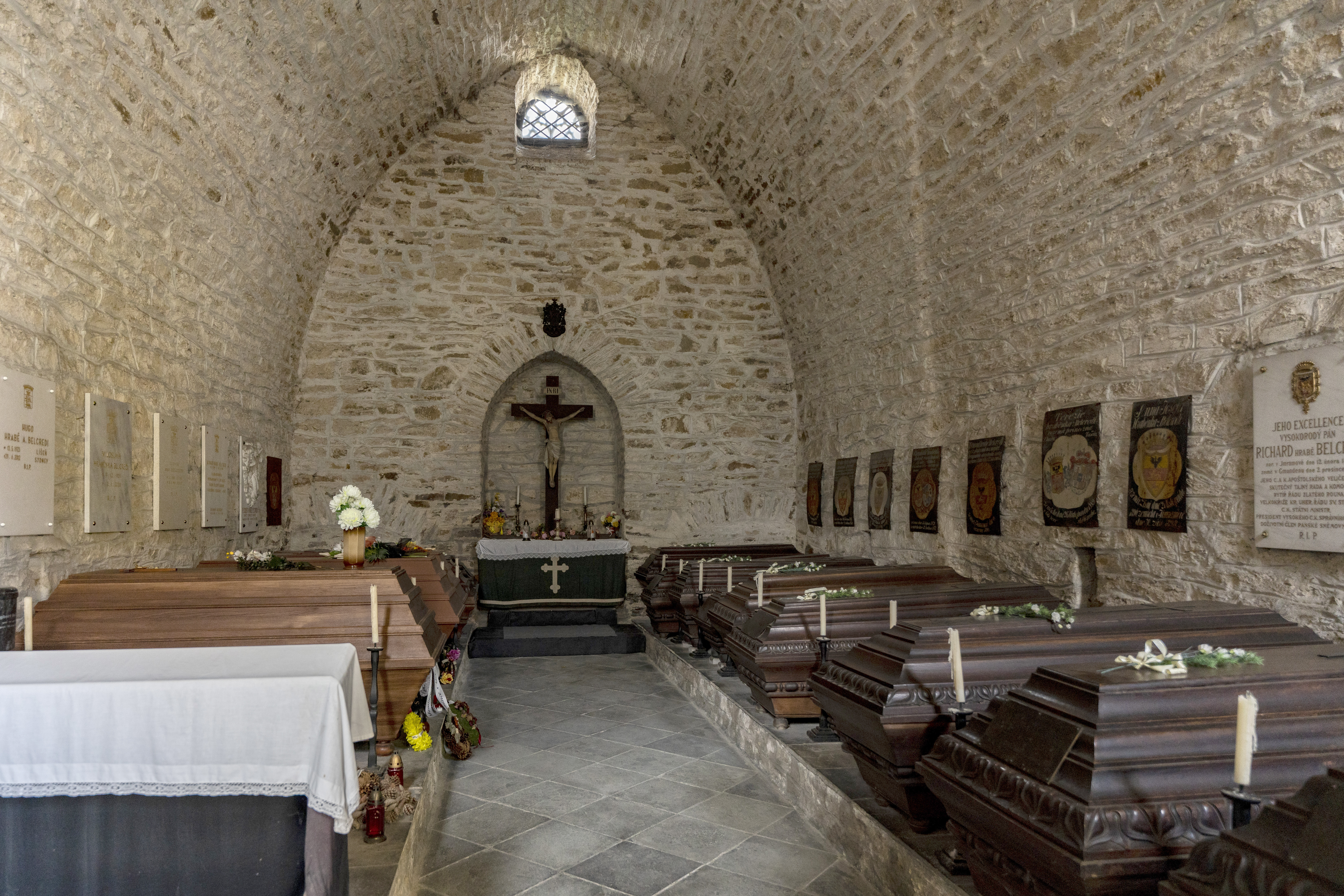
Interiér hrobky

Novogotická stavba obdélníkového půdorysu byla postavena z režného lomového zdiva. Gotizující stupňovité průčelí je zakončeno otevřenou zvonicí a křížem. Vstup do budovy se nachází na východní straně po několika schodech, lemovaných kovovým zábradlím. Mohutná vstupní vrata byla opatřena tepanou kovovou mříží. Po stranách jsou úzká okna gotického tvaru, malé nízké okno je také v horní části na protější – západní straně. Nad vchodem je umístěn erb rodu Belcredi a pod ním majuskulní nápis v latině  BEATI MORTUI, QUI IN DOMINO MORIURTUR., to jest česky Blaženi mrtví, kteří zemřeli v Pánu. Stavbu kryje nízká hřebenová střecha. 

### Interiéry
Hrobka je zaklenuta lomenou valenou klenbu. Podlaha je kamenná. Na čelní – západní stěně hrobky je oltářní menza a nad ní v nice velká plastika Ukřižovaného Krista. Po obou stranách hrobky je o stupeň vyvýšený prostor, kde jsou uloženy dubové rakve a urny s ostatky zesnulých. Nad rakvemi jsou na stěnách upevněny nápisové desky se jmény, erby, rodnými daty a tituly pochovaných. 

## Seznam pohřbených

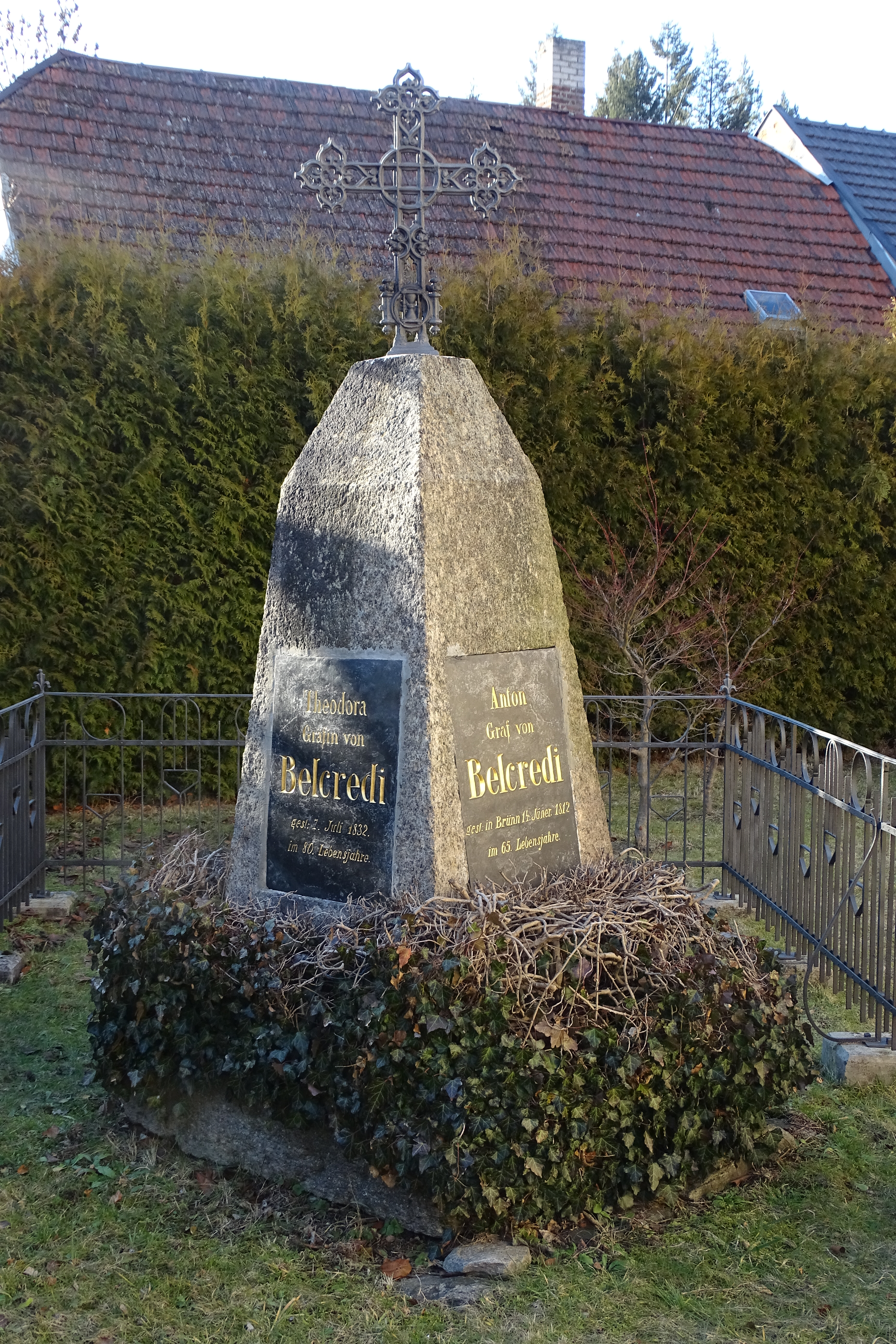
Náhrobek Antonína Belcrediho a jeho manželky Theodory u kostela

V hrobce bylo uloženo osmnáct příslušníků rodu.
Před postavením hrobky bývali Belcrediové pohřbíváni na jimramovském hřbitově. Po komunistickém puči v roce 1948 mnoho rodinných příslušníků opustilo Československo. Někteří z nich byli pohřbeni na hřbitově v Allandu v Dolních Rakousích, mezi nimi Karl Georg Belcredi (1893–1972) a jeho manželka Therese Maria, roz. Kálnokyová z Köröspataku (1893–1969), jejich syn pracovník rádia Svobodná Evropa a velvyslanec České republiky ve Švýcarsku Richard (1926–2015) a jeho manželka Mabile, rozená Rohanová (1924–1982). Georg Heinrich Belcredi (1902–1973) a jeho manželka Elisabeth, roz. Kálnokyová z Köröspataku (1895–1975), jejich stále žijící syn novinář a televizní moderátor Carl Michael (* 1939) mají náhrobek jak Allandu, tak na hřbitově ve Vídni-Hietzingu. Choť posledního Claudia Monika, roz. Bujas (1942–2012) byla pohřbena v Hietzingu.

### Chronologicky podle data úmrtí

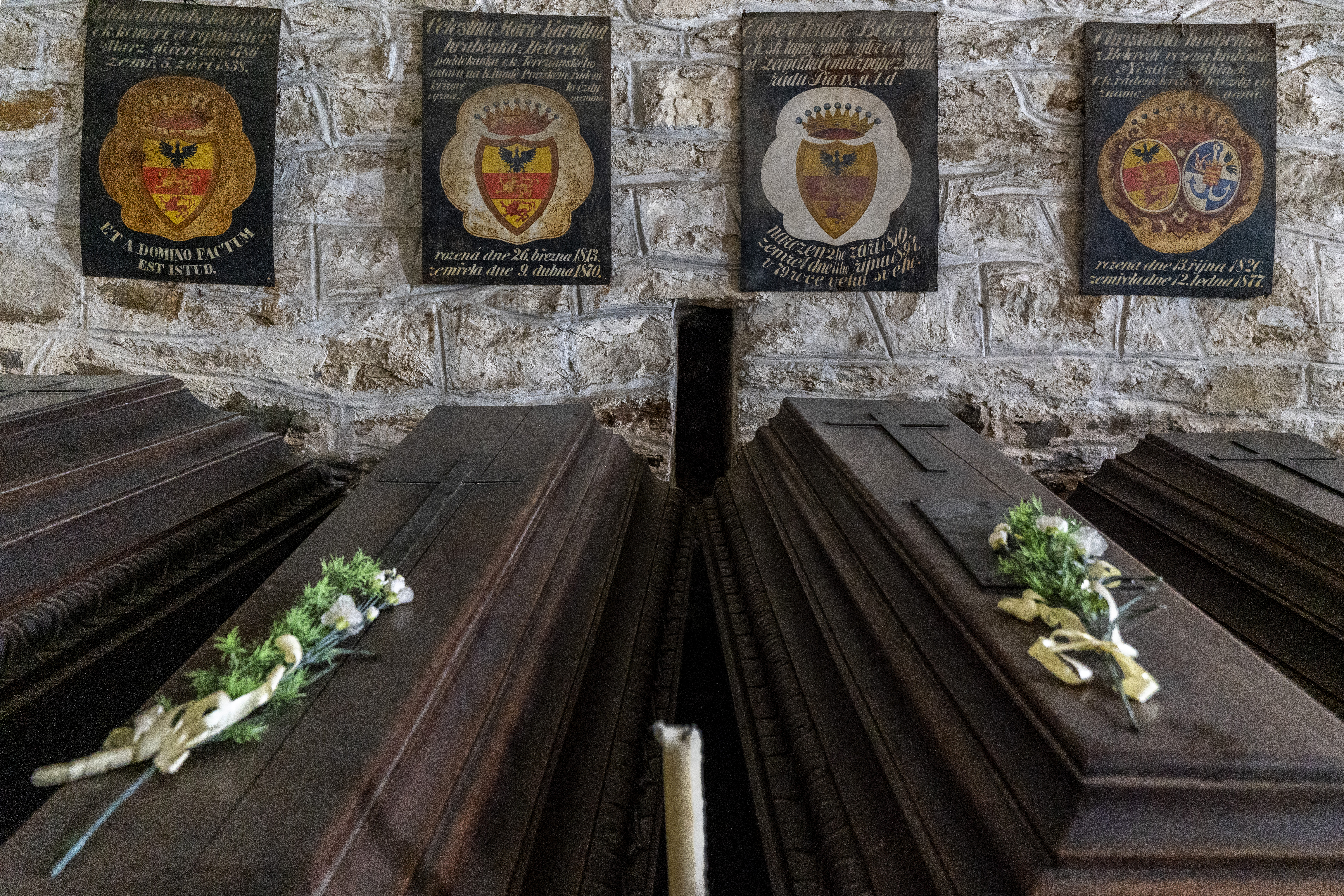
Rakve prvních pohřbených

V tabulce jsou uvedeny základní informace o pohřbených. Fialově jsou vyznačeni příslušníci rodu Belcrediů, žlutě jsou vyznačeny manželky, pokud zde byly pohřbeny. V tabulce navíc figurují příslušníci rodu, kteří byli pochováni na jimramovském hřbitově, mají speciální číslování a jsou vyznačeni modře. Zeleně jsou vyznačeny osoby, jejichž ostatky sem byly přemístěny z jiných pohřebišť. První zmínky o rodu Belcredi pocházejí z roku 1010. V roce 1721 jim byl přiznán dědičný rakouský lombardský titul markýze. V roce 1769 získali český hraběcí stav a inkolát. Zde jsou generace počítány od Pia Belcrediho. U manželek je generace v závorce a odpovídá generaci chotě. 
| Pořa-dí | Gene-race | Jméno pohřbeného              | Datum a místo narození             | Otec                                                                      | Datum a místo sňatku, choť                                 | Pohřeb a uložení do hrobky                                                                          | Poznámky |
| Pořa-dí | Gene-race | Jméno pohřbeného              | Datum a místo úmrtí                | Matka                                                                     | Datum a místo sňatku, choť                                 | Pohřeb a uložení do hrobky                                                                          | Poznámky |
| ------- | --------- | ----------------------------- | ---------------------------------- | ------------------------------------------------------------------------- | ---------------------------------------------------------- | --------------------------------------------------------------------------------------------------- | --- |
| x744.   | 2.        | Antonín Belcredi              | 1744 ?                             | Pio Belcredi                                                              | Marie Theodora z Freyenfelsu (č. x752)                     | Pohřben 17. 1. 1812 na hřbitově v Jimramově.                                                        | Císařský komorník, bojoval v sedmileté válce, generálmajor. Majitel panství Jimramov. Zemřel ve věku 65 let na vysílení. |
| x744.   | 2.        | Antonín Belcredi              | 14. 1. 1812 Brno                   | Marie Ernestina z Lestwitz                                                | Marie Theodora z Freyenfelsu (č. x752)                     | Pohřben 17. 1. 1812 na hřbitově v Jimramově.                                                        | Císařský komorník, bojoval v sedmileté válce, generálmajor. Majitel panství Jimramov. Zemřel ve věku 65 let na vysílení. |
| x752.   | (2.)      | Marie Theodora z Freyenfelsu  | 1752                               |                                                                           | Antonín Belcredi (č. x744)                                 | Pohřbena 9. 7. na hřbitově v Jimramově.                                                             | Sestra Jana Huberta barona z Freyenfelsu. Zemřela ve věku 80 let na ochrnutí plic. Narodil se jí syn: - Eduard (1786–1838; č. 1) |
| x752.   | (2.)      | Marie Theodora z Freyenfelsu  | 7. 7. 1832 Jimramov                |                                                                           | Antonín Belcredi (č. x744)                                 | Pohřbena 9. 7. na hřbitově v Jimramově.                                                             | Sestra Jana Huberta barona z Freyenfelsu. Zemřela ve věku 80 let na ochrnutí plic. Narodil se jí syn: - Eduard (1786–1838; č. 1) |
| 1.      | 3.        | Eduard Belcredi               | 16. 7. 1786 Jimramov               | Antonín Belcredi (č. x744)                                                | 23. 1. 1811 Vídeň: Marie z Fünfkirchenu (č. x793)          | C. k. komoří. Pohřben 7. 9. 1838 v Karlových Varech, později jeho ostatky převezeny do nové hrobky. | Po bezdětném strýci Františku Josefu z Freyenfelsu († 1818) zdědil panství Líšeň a statky Obce, Slatiny, Tvarožná a Velatice. Po otci zdědil Jimramov. |
| 1.      | 3.        | Eduard Belcredi               | 5. 9. 1838 Karlovy Vary            | Marie Theodora z Freyenfelsu (č. x752)                                    | 23. 1. 1811 Vídeň: Marie z Fünfkirchenu (č. x793)          | C. k. komoří. Pohřben 7. 9. 1838 v Karlových Varech, později jeho ostatky převezeny do nové hrobky. | Po bezdětném strýci Františku Josefu z Freyenfelsu († 1818) zdědil panství Líšeň a statky Obce, Slatiny, Tvarožná a Velatice. Po otci zdědil Jimramov. |
| x793.   | (3.)      | Marie z Fünfkirchenu          | 20. 8. 1793 Chlumec ?              | Jan František z Fünfkirchenu                                              | 23. 1. 1811 Vídeň: Eduard Belcredi (č. 1)                  | Pohřbena na hřbitově (Kirchhof) v Jimramově 7. 4. 1860.                                             | Dáma Řádu hvězdového kříže. Podle záznamu v matrice zemřelých skonala ve věku 70 na ochrnutí plic. Narodily se jí následující děti: - 1. Coelestina (1813–1870; č. 2) - 2. Egbert (1816–1894; č. 5) - 3. Almerie, provd. Thurn-Taxisová (1819–1914; pohřbena v kostele sv. Václava v Sýčině) - 4. Edmund (1821–1896; č. 6) - 5. Richard (1823–1902; č. 8) |
| x793.   | (3.)      | Marie z Fünfkirchenu          | 4. 4. 1860 Praha                   | Marie Josefina Chorinská z Ledské                                         | 23. 1. 1811 Vídeň: Eduard Belcredi (č. 1)                  | Pohřbena na hřbitově (Kirchhof) v Jimramově 7. 4. 1860.                                             | Dáma Řádu hvězdového kříže. Podle záznamu v matrice zemřelých skonala ve věku 70 na ochrnutí plic. Narodily se jí následující děti: - 1. Coelestina (1813–1870; č. 2) - 2. Egbert (1816–1894; č. 5) - 3. Almerie, provd. Thurn-Taxisová (1819–1914; pohřbena v kostele sv. Václava v Sýčině) - 4. Edmund (1821–1896; č. 6) - 5. Richard (1823–1902; č. 8) |
| 2.      | 4.        | Coelestina Belcrediová        | 25. 3. 1813                        | Eduard Belcredi (č. 1)                                                    |                                                            | Pohřbena 13. 4. 1870 v hraběcí hrobce v Jimramově.                                                  | Proděkanka Tereziánského ústavu šlechtičen na Hradčanech v Praze. Zemřela ve věku 57 let na vodnatelnost. |
| 2.      | 4.        | Coelestina Belcrediová        | 9. 4. 1870 Praha                   | Marie z Fünfkirchenu (č. x793)                                            |                                                            | Pohřbena 13. 4. 1870 v hraběcí hrobce v Jimramově.                                                  | Proděkanka Tereziánského ústavu šlechtičen na Hradčanech v Praze. Zemřela ve věku 57 let na vodnatelnost. |
| 3.      | (4.)      | Kristiána z Nostitz-Rokitnitz | 13. 10. 1820 Praha                 | Jan Václav z Nostitz-Rokitnitz 25. 1. 1791 Praha – 21. 10. 1852 Horka     | 7. 3. 1848 Praha: Egbert Belcredi (č. 5)                   | Výkrop se konal v zámecké kapli v Lísně 14. 1. 1877, v hraběcí hrobce v Jimramově pohřbena 16. 1.   | Dáma Řádu hvězdového kříže (1854). Zemřela ve věku 56 let na paralysis cerebralis. Bezdětná. |
| 3.      | (4.)      | Kristiána z Nostitz-Rokitnitz | 12. 1. 1877 Líšeň u Brna (zámek)   | Karolína z Clam-Gallasu 18. 12. 1798 Praha – 20. 2. 1863 Praha            | 7. 3. 1848 Praha: Egbert Belcredi (č. 5)                   | Výkrop se konal v zámecké kapli v Lísně 14. 1. 1877, v hraběcí hrobce v Jimramově pohřbena 16. 1.   | Dáma Řádu hvězdového kříže (1854). Zemřela ve věku 56 let na paralysis cerebralis. Bezdětná. |
| 4.      | (4.)      | Terezie z Thurn-Taxisu        | 5. 2. 1824 Praha                   | Karel Anselm z Thurn-Taxisu 18. 6. 1792 Praha – 25. 8. 1844 Teplice       | 24. 4. 1866 Praha: Edmund Belcredi (č. 6)                  | | Bezdětná. |
| 4.      | (4.)      | Terezie z Thurn-Taxisu        | 26. 11. 1889 Jimramov              | Marie Isabela z Eltzu 10. 2. 1795 Drážďany – 13. 3. 1859 Praha            | 24. 4. 1866 Praha: Edmund Belcredi (č. 6)                  | | Bezdětná. |
| 5.      | 4.        | Egbert Belcredi               | 2. 9. 1816 Jimramov                | Eduard Belcredi (č. 1)                                                    | 7. 3. 1848 Praha: Kristiána z Nostitz-Rokitnitz (č. 3)     | Pohřben v Jimramově 15. 10. 1894 brněnským biskupem Františkem Bauerem.                             | Stavebník hrobky, tajný rada, rytmistr ve výslužbě, poslanec Moravského zemského sněmu (provizorního 1848–1849, 1861–1870, 1871–1873, 1884–1894) a rakouské Říšské rady (1879–1891), prezident Matice Moravské (1868–1894). Rytíř Leopoldova řádu, komtur papežského Řádu Pia IX. Majitel panství a později velkostatku Jimramov (1838–1894, správy se ujal v roce 1845) a Líšeň. Zemřel na mrtvici ve věku 78 let. |
| 5.      | 4.        | Egbert Belcredi               | 11. 10. 1894 Líšeň u Brna          | Marie z Fünfkirchenu (č. x793)                                            | 7. 3. 1848 Praha: Kristiána z Nostitz-Rokitnitz (č. 3)     | Pohřben v Jimramově 15. 10. 1894 brněnským biskupem Františkem Bauerem.                             | Stavebník hrobky, tajný rada, rytmistr ve výslužbě, poslanec Moravského zemského sněmu (provizorního 1848–1849, 1861–1870, 1871–1873, 1884–1894) a rakouské Říšské rady (1879–1891), prezident Matice Moravské (1868–1894). Rytíř Leopoldova řádu, komtur papežského Řádu Pia IX. Majitel panství a později velkostatku Jimramov (1838–1894, správy se ujal v roce 1845) a Líšeň. Zemřel na mrtvici ve věku 78 let. |
| 6.      | 4.        | Edmund Belcredi               | 22. 5. 1821                        | Eduard Belcredi (č. 1)                                                    | 24. 4. 1866 Praha: Terezie z Thurn-Taxisu (č. 4)           | | |
| 6.      | 4.        | Edmund Belcredi               | 6. 7. 1896 Jimramov                | Marie z Fünfkirchenu (č. x793)                                            | 24. 4. 1866 Praha: Terezie z Thurn-Taxisu (č. 4)           | | |
| 7.      | 6.        | Anna Josefa Belcrediová       | 21. 11. 1896 Líšeň                 | Ludvík Egbert Belcredi (č. 9)                                             |                                                            | | |
| 7.      | 6.        | Anna Josefa Belcrediová       | 30. 9. 1898 Jimramov               | Marie z Franckensteinu (č. 13)                                            |                                                            | | |
| 8.      | 4.        | Richard Belcredi              | 12. 2. 1823 Jimramov               | Eduard Belcredi (č. 1)                                                    | 17. 8. 1854 Štýrský Hradec (Graz): Anna z Weldenu (č. 10)  | Převezen z Gmundenu 5. 12. 1902.                                                                    | Ministerský předseda Rakouského císařství (1865–1867), prezident Správního soudního dvora (1881–1895), c. k. komoří (1857), tajný rada (1863), český místodržitel 1864–1865, už v roce 1863 pověřen správou), poslanec Slezského zemského sněmu (1861–1863), poslanec Českého zemského sněmu (1864–1865, 1871–1872), poslanec rakouské Říšské rady (1861–1864, 1864–1865), doživotní člen Panské sněmovny rakouské Říšské rady (1881–1902). Nositel Řádu zlatého rouna (1878), velkokříže Královského uherského řádu sv. Štěpána (1867). Zemřel náhle ve věku 79 na mrtvici. |
| 8.      | 4.        | Richard Belcredi              | 2. 12. 1902 Gmunden, Horní Rakousy | Marie z Fünfkirchenu (č. x793)                                            | 17. 8. 1854 Štýrský Hradec (Graz): Anna z Weldenu (č. 10)  | Převezen z Gmundenu 5. 12. 1902.                                                                    | Ministerský předseda Rakouského císařství (1865–1867), prezident Správního soudního dvora (1881–1895), c. k. komoří (1857), tajný rada (1863), český místodržitel 1864–1865, už v roce 1863 pověřen správou), poslanec Slezského zemského sněmu (1861–1863), poslanec Českého zemského sněmu (1864–1865, 1871–1872), poslanec rakouské Říšské rady (1861–1864, 1864–1865), doživotní člen Panské sněmovny rakouské Říšské rady (1881–1902). Nositel Řádu zlatého rouna (1878), velkokříže Královského uherského řádu sv. Štěpána (1867). Zemřel náhle ve věku 79 na mrtvici. |
| 9.      | 5.        | Ludvík Egbert Belcredi        | 4. 2. 1856 Znojmo                  | Richard Belcredi (č. 8)                                                   | 15. 7. 1885 Ullstadt: Marie z Franckensteinu (č. 13)       | Pohřben v Jimramově 11. 9. 1914.                                                                    | C. k. komoří (1884), tajný rada (1910), poslanec Moravského zemského sněmu (1890–1914), poslanec rakouské Říšské rady (1891–1901, 1902–1907). Komtur s hvězdou Řád Františka Josefa (1908). Majitel velkostatku Jimramov a Líšeň. Zemřel na vadu srdce ve věku 58 let. |
| 9.      | 5.        | Ludvík Egbert Belcredi        | 6. 9. 1914 Líšeň (zámek)           | Anna z Weldenu (č. 10)                                                    | 15. 7. 1885 Ullstadt: Marie z Franckensteinu (č. 13)       | Pohřben v Jimramově 11. 9. 1914.                                                                    | C. k. komoří (1884), tajný rada (1910), poslanec Moravského zemského sněmu (1890–1914), poslanec rakouské Říšské rady (1891–1901, 1902–1907). Komtur s hvězdou Řád Františka Josefa (1908). Majitel velkostatku Jimramov a Líšeň. Zemřel na vadu srdce ve věku 58 let. |
| 10.     | (4.)      | Anna z Weldenu                | 15. 5. 1834 Frankfurt nad Mohanem  | Ludvík z Weldenu 16. 6. 1780 Laupheim – 7. 8. 1853 Štýrský Hradec         | 17. 8. 1854 Štýrský Hradec (Graz): Richard Belcredi (č. 8) | Pohřbena v Jimramově 30. 12. 1918 svým vnukem – knězem Egbertem (č. 12).                            | Dáma Řádu hvězdového kříže (1856), nositelka Řádu Alžběty 1. třídy (1908). Zemřela ve věku 84 let na bronchitis. Narodily se jí následující děti: - 1. Ludvík Egbert (1856–1914; č. 9) - 2. Marie Karolína, provd. Vittinghoffová (1858–1912) - 3. Karoline Christiane (1863–1923; č. 11) |
| 10.     | (4.)      | Anna z Weldenu                | 28. 12. 1918 Gmunden               | Marie z Aretinu 1812–1837                                                 | 17. 8. 1854 Štýrský Hradec (Graz): Richard Belcredi (č. 8) | Pohřbena v Jimramově 30. 12. 1918 svým vnukem – knězem Egbertem (č. 12).                            | Dáma Řádu hvězdového kříže (1856), nositelka Řádu Alžběty 1. třídy (1908). Zemřela ve věku 84 let na bronchitis. Narodily se jí následující děti: - 1. Ludvík Egbert (1856–1914; č. 9) - 2. Marie Karolína, provd. Vittinghoffová (1858–1912) - 3. Karoline Christiane (1863–1923; č. 11) |
| 11.     | 5.        | Karoline Christiane Belcredi  | 20. 11. 1863 Praha                 | Richard Belcredi (č. 8)                                                   |                                                            | Pohřbena v Jimramově 2. 8. 1923.                                                                    | Dáma Savojského ústavu šlechtičen ve Vídni, nositelka Řádu Alžběty 2. třídy (1903). Zemřela ve věku 59 let na cirhózu ledvin. |
| 11.     | 5.        | Karoline Christiane Belcredi  | 29. 7. 1923 Gmunden                | Anna z Weldenu (č. 10)                                                    |                                                            | Pohřbena v Jimramově 2. 8. 1923.                                                                    | Dáma Savojského ústavu šlechtičen ve Vídni, nositelka Řádu Alžběty 2. třídy (1903). Zemřela ve věku 59 let na cirhózu ledvin. |
| 12.     | 6.        | Egbert Belcredi               | 8. 3. 1887 Líšeň                   | Ludvík Egbert Belcredi (č. 9)                                             |                                                            | | Duchovní brněnské diecéze. |
| 12.     | 6.        | Egbert Belcredi               | 5. 5. 1932 Vídeň                   | Marie z Franckensteinu (č. 13)                                            |                                                            | | Duchovní brněnské diecéze. |
| 13.     | (5.)      | Marie z Franckensteinu        | 25. 12. 1859 Mnichov               | Jiří Evžen z Franckensteinu                                               | 15. 7. 1885 Ullstadt: Ludvík Egbert Belcredi (č. 9)        | Vykropena v Gmundenu 11. 8. 1938 a pohřbena v rodinné hrobce v Jimramově 13. 8.                     | Dáma Řádu hvězdového kříže (1889) a palácová dáma. Zemřela ve věku 78 let na zápal plic. Narodily se jí následující děti: - 1. Egbert Richard (1887–1932; č. 12) - 2. Marie Anna, provd. Aretinová (1888–1968) - 3. Richard Georg (1891–1956; č. 14) - 4. Karel Jiří (1893–1972; pohřben na hřbitově v Allandu) - 5. Anna Josefa (1896–1898; č. 7) - 6. Jiří Jindřich (1902–1973) |
| 13.     | (5.)      | Marie z Franckensteinu        | 9. 8. 1938 Gmunden                 | Maria Theresia z Öttingen-Öttinegenu a Öttingen-Wallersteinu              | 15. 7. 1885 Ullstadt: Ludvík Egbert Belcredi (č. 9)        | Vykropena v Gmundenu 11. 8. 1938 a pohřbena v rodinné hrobce v Jimramově 13. 8.                     | Dáma Řádu hvězdového kříže (1889) a palácová dáma. Zemřela ve věku 78 let na zápal plic. Narodily se jí následující děti: - 1. Egbert Richard (1887–1932; č. 12) - 2. Marie Anna, provd. Aretinová (1888–1968) - 3. Richard Georg (1891–1956; č. 14) - 4. Karel Jiří (1893–1972; pohřben na hřbitově v Allandu) - 5. Anna Josefa (1896–1898; č. 7) - 6. Jiří Jindřich (1902–1973) |
| 14.     | 6.        | Richard Georg Belcredi        | 11. 8. 1891 Líšeň                  | Ludvík Egbert Belcredi (č. 9)                                             |                                                            | Ostatky převezeny z Ullstadtu a 9. 7. 2001 uloženy do rodinné hrobky.                               | C. k. nadporučík dragounů v záloze, rytíř Řádu železné koruny 3. třídy (s válečnou dekorací a meči). Majitel Líšně a Jimramova. Adoptoval synovce Ludvíka Huga (č. 15). |
| 14.     | 6.        | Richard Georg Belcredi        | 20. 8. 1956 Bad Tölz               | Marie z Franckensteinu (č. 13)                                            |                                                            | Ostatky převezeny z Ullstadtu a 9. 7. 2001 uloženy do rodinné hrobky.                               | C. k. nadporučík dragounů v záloze, rytíř Řádu železné koruny 3. třídy (s válečnou dekorací a meči). Majitel Líšně a Jimramova. Adoptoval synovce Ludvíka Huga (č. 15). |
| 15.     | 7.        | Ludvík Hugo Belcredi          | 1. 3. 1921 Líšeň                   | Karel Jiří Belcredi 24. 9. 1893 Líšeň – 18. 9. 1972 Vídeň                 | 9. 12. 1949 Křtiny: Miloslava Králová (č. 18)              | | Ing. Adoptován strýcem Richardem (č. 14). |
| 15.     | 7.        | Ludvík Hugo Belcredi          | 19. 8. 1981 Brno                   | Therese Kálnokyová de Köröspatak 14. 11. 1893 Olomouc – 8. 10. 1969 Vídeň | 9. 12. 1949 Křtiny: Miloslava Králová (č. 18)              | | Ing. Adoptován strýcem Richardem (č. 14). |
| 16.     | 7.        | Hugo Andrian-Belcredi         | 13. 5. 1923 Líšeň                  | Karel Jiří Belcredi 24. 9. 1893 Líšeň – 18. 9. 1972 Vídeň                 | 17. 12. 1949 Brno: Marie Kouřilová 2. 7. 1930 Brno – ?     | Rakev s ostatky byla do hrobky uložena 8. 9. 2012.                                                  | Adoptován JUDr. Leopoldem sv. pánem von Andrian-Werburg (1875–1951). Narodily se mu následující dcery: - 1. Marie Therese, provd. Johnson (* 1952) - 2. Anna Marie, provd. Kramer (* 1954) |
| 16.     | 7.        | Hugo Andrian-Belcredi         | 29. 6. 2012 Sydney, Austrálie      | Therese Kálnokyová de Köröspatak 14. 11. 1893 Olomouc – 8. 10. 1969 Vídeň | 17. 12. 1949 Brno: Marie Kouřilová 2. 7. 1930 Brno – ?     | Rakev s ostatky byla do hrobky uložena 8. 9. 2012.                                                  | Adoptován JUDr. Leopoldem sv. pánem von Andrian-Werburg (1875–1951). Narodily se mu následující dcery: - 1. Marie Therese, provd. Johnson (* 1952) - 2. Anna Marie, provd. Kramer (* 1954) |
| 17.     | 7.        | Egbert Alexander Belcredi     | 17. 7. 1938 Brno                   | Karel Jiří Belcredi 24. 9. 1893 Líšeň – 18. 9. 1972 Vídeň                 |                                                            | Zpopelněn, urna byla do hrobky uložena 8. 9.2012.                                                   | |
| 17.     | 7.        | Egbert Alexander Belcredi     | 31. 8. 2012 Gmünd                  | Therese Kálnokyová de Köröspatak 14. 11. 1893 Olomouc – 8. 10. 1969 Vídeň |                                                            | Zpopelněn, urna byla do hrobky uložena 8. 9.2012.                                                   | |
| 18.     | (7.)      | Miloslava, roz. Králová       | 9. 12. 1929 Líšeň                  | Václav Král                                                               | 9. 12. 1949 Křtiny: Ludvík Hugo Belcredi (č. 15)           | | Narodili se jí dva synové: - 1. Karel Belcredi (* 1950), lékař - 2. Ludvík Belcredi (* 1954), archeolog |
| 18.     | (7.)      | Miloslava, roz. Králová       | 12. 1. 2020 Brno-Líšeň             | Marie, roz. Šidlová                                                       | 9. 12. 1949 Křtiny: Ludvík Hugo Belcredi (č. 15)           | | Narodili se jí dva synové: - 1. Karel Belcredi (* 1950), lékař - 2. Ludvík Belcredi (* 1954), archeolog |

### Příbuzenské vztahy pohřbených
Následující schéma znázorňuje příbuzenské vztahy. Modře jsou vyznačeni ti, kteří byli pohřbeni u kostela na hřbitově v Jimramově. Červeně orámovaní byli pohřbeni v hraběcí hrobce, arabské číslice odpovídají pořadí úmrtí podle předchozí tabulky. Římské číslice představují pořadí manželky, pokud se někdo oženil více než jednou. Vzhledem k účelu schématu se nejedná o kompletní rodokmen Belcrediů.
|                                       |                                       |                                       |                                       |                                       |                                       |  |  | Pio Belcredi                          | Pio Belcredi                          | Pio Belcredi                          | Pio Belcredi                          | Pio Belcredi                          | Pio Belcredi                          |                                     |                                     | Marie Ernestina z Lestwitz                 | Marie Ernestina z Lestwitz                 | Marie Ernestina z Lestwitz                 | Marie Ernestina z Lestwitz                 | Marie Ernestina z Lestwitz                 | Marie Ernestina z Lestwitz                 |                                        |                                        |                                        |                                        |                                      |                                      |                                      |                                      |                                      |                                      |                                            |                                            |                                            |                                            |                                            |                                            |                                    |                                    |                                         |                                         |                                         |                                         |                                         |                                         |                                               |                                               |                                               |                                               |                                               |                                               |                                      |                                      |  |  |                                   |                                   |                                   |                                   |                                   |                                   |  |  |                                           |                                           |                                           |                                           |                                           |                                           |  |  |
|                                       |                                       |                                       |                                       |                                       |                                       |  |  | Pio Belcredi                          | Pio Belcredi                          | Pio Belcredi                          | Pio Belcredi                          | Pio Belcredi                          | Pio Belcredi                          |                                     |                                     | Marie Ernestina z Lestwitz                 | Marie Ernestina z Lestwitz                 | Marie Ernestina z Lestwitz                 | Marie Ernestina z Lestwitz                 | Marie Ernestina z Lestwitz                 | Marie Ernestina z Lestwitz                 |                                        |                                        |                                        |                                        |                                      |                                      |                                      |                                      |                                      |                                      |                                            |                                            |                                            |                                            |                                            |                                            |                                    |                                    |                                         |                                         |                                         |                                         |                                         |                                         |                                               |                                               |                                               |                                               |                                               |                                               |                                      |                                      |  |  |                                   |                                   |                                   |                                   |                                   |                                   |  |  |                                           |                                           |                                           |                                           |                                           |                                           |  |  |
|                                       |                                       |                                       |                                       |                                       |                                       |  |  |                                       |                                       |                                       |                                       |                                       |                                       |                                     |                                     |                                            |                                            |                                            |                                            |                                            |                                            |                                        |                                        |                                        |                                        |                                      |                                      |                                      |                                      |                                      |                                      |                                            |                                            |                                            |                                            |                                            |                                            |                                    |                                    |                                         |                                         |                                         |                                         |                                         |                                         |                                               |                                               |                                               |                                               |                                               |                                               |                                      |                                      |  |  |                                   |                                   |                                   |                                   |                                   |                                   |  |  |                                           |                                           |                                           |                                           |                                           |                                           |  |  |
|                                       |                                       |                                       |                                       |                                       |                                       |  |  |                                       |                                       |                                       |                                       |                                       |                                       |                                     |                                     |                                            |                                            |                                            |                                            |                                            |                                            |                                        |                                        |                                        |                                        |                                      |                                      |                                      |                                      |                                      |                                      |                                            |                                            |                                            |                                            |                                            |                                            |                                    |                                    |                                         |                                         |                                         |                                         |                                         |                                         |                                               |                                               |                                               |                                               |                                               |                                               |                                      |                                      |  |  |                                   |                                   |                                   |                                   |                                   |                                   |  |  |                                           |                                           |                                           |                                           |                                           |                                           |  |  |
|                                       |                                       |                                       |                                       |                                       |                                       |  |  |                                       |                                       |                                       |                                       | x744. Antonín Belcredi 1744–1812      | x744. Antonín Belcredi 1744–1812      | x744. Antonín Belcredi 1744–1812    | x744. Antonín Belcredi 1744–1812    | x744. Antonín Belcredi 1744–1812           | x744. Antonín Belcredi 1744–1812           |                                            |                                            | x752. Theodora z Freyenfelsu 1752–1832     | x752. Theodora z Freyenfelsu 1752–1832     | x752. Theodora z Freyenfelsu 1752–1832 | x752. Theodora z Freyenfelsu 1752–1832 | x752. Theodora z Freyenfelsu 1752–1832 | x752. Theodora z Freyenfelsu 1752–1832 |                                      |                                      |                                      |                                      |                                      |                                      |                                            |                                            |                                            |                                            |                                            |                                            |                                    |                                    |                                         |                                         |                                         |                                         |                                         |                                         |                                               |                                               |                                               |                                               |                                               |                                               |                                      |                                      |  |  |                                   |                                   |                                   |                                   |                                   |                                   |  |  |                                           |                                           |                                           |                                           |                                           |                                           |  |  |
|                                       |                                       |                                       |                                       |                                       |                                       |  |  |                                       |                                       |                                       |                                       | x744. Antonín Belcredi 1744–1812      | x744. Antonín Belcredi 1744–1812      | x744. Antonín Belcredi 1744–1812    | x744. Antonín Belcredi 1744–1812    | x744. Antonín Belcredi 1744–1812           | x744. Antonín Belcredi 1744–1812           |                                            |                                            | x752. Theodora z Freyenfelsu 1752–1832     | x752. Theodora z Freyenfelsu 1752–1832     | x752. Theodora z Freyenfelsu 1752–1832 | x752. Theodora z Freyenfelsu 1752–1832 | x752. Theodora z Freyenfelsu 1752–1832 | x752. Theodora z Freyenfelsu 1752–1832 |                                      |                                      |                                      |                                      |                                      |                                      |                                            |                                            |                                            |                                            |                                            |                                            |                                    |                                    |                                         |                                         |                                         |                                         |                                         |                                         |                                               |                                               |                                               |                                               |                                               |                                               |                                      |                                      |  |  |                                   |                                   |                                   |                                   |                                   |                                   |  |  |                                           |                                           |                                           |                                           |                                           |                                           |  |  |
|                                       |                                       |                                       |                                       |                                       |                                       |  |  |                                       |                                       |                                       |                                       |                                       |                                       |                                     |                                     |                                            |                                            |                                            |                                            |                                            |                                            |                                        |                                        |                                        |                                        |                                      |                                      |                                      |                                      |                                      |                                      |                                            |                                            |                                            |                                            |                                            |                                            |                                    |                                    |                                         |                                         |                                         |                                         |                                         |                                         |                                               |                                               |                                               |                                               |                                               |                                               |                                      |                                      |  |  |                                   |                                   |                                   |                                   |                                   |                                   |  |  |                                           |                                           |                                           |                                           |                                           |                                           |  |  |
|                                       |                                       |                                       |                                       |                                       |                                       |  |  |                                       |                                       |                                       |                                       |                                       |                                       |                                     |                                     |                                            |                                            |                                            |                                            |                                            |                                            |                                        |                                        |                                        |                                        |                                      |                                      |                                      |                                      |                                      |                                      |                                            |                                            |                                            |                                            |                                            |                                            |                                    |                                    |                                         |                                         |                                         |                                         |                                         |                                         |                                               |                                               |                                               |                                               |                                               |                                               |                                      |                                      |  |  |                                   |                                   |                                   |                                   |                                   |                                   |  |  |                                           |                                           |                                           |                                           |                                           |                                           |  |  |
|                                       |                                       |                                       |                                       |                                       |                                       |  |  |                                       |                                       |                                       |                                       |                                       |                                       |                                     |                                     | 1. Eduard Belcredi 1786–1838               | 1. Eduard Belcredi 1786–1838               | 1. Eduard Belcredi 1786–1838               | 1. Eduard Belcredi 1786–1838               | 1. Eduard Belcredi 1786–1838               | 1. Eduard Belcredi 1786–1838               |                                        |                                        | x793. Marie z Fünfkirchenu 1793–1860   | x793. Marie z Fünfkirchenu 1793–1860   | x793. Marie z Fünfkirchenu 1793–1860 | x793. Marie z Fünfkirchenu 1793–1860 | x793. Marie z Fünfkirchenu 1793–1860 | x793. Marie z Fünfkirchenu 1793–1860 |                                      |                                      |                                            |                                            |                                            |                                            |                                            |                                            |                                    |                                    |                                         |                                         |                                         |                                         |                                         |                                         |                                               |                                               |                                               |                                               |                                               |                                               |                                      |                                      |  |  |                                   |                                   |                                   |                                   |                                   |                                   |  |  |                                           |                                           |                                           |                                           |                                           |                                           |  |  |
|                                       |                                       |                                       |                                       |                                       |                                       |  |  |                                       |                                       |                                       |                                       |                                       |                                       |                                     |                                     | 1. Eduard Belcredi 1786–1838               | 1. Eduard Belcredi 1786–1838               | 1. Eduard Belcredi 1786–1838               | 1. Eduard Belcredi 1786–1838               | 1. Eduard Belcredi 1786–1838               | 1. Eduard Belcredi 1786–1838               |                                        |                                        | x793. Marie z Fünfkirchenu 1793–1860   | x793. Marie z Fünfkirchenu 1793–1860   | x793. Marie z Fünfkirchenu 1793–1860 | x793. Marie z Fünfkirchenu 1793–1860 | x793. Marie z Fünfkirchenu 1793–1860 | x793. Marie z Fünfkirchenu 1793–1860 |                                      |                                      |                                            |                                            |                                            |                                            |                                            |                                            |                                    |                                    |                                         |                                         |                                         |                                         |                                         |                                         |                                               |                                               |                                               |                                               |                                               |                                               |                                      |                                      |  |  |                                   |                                   |                                   |                                   |                                   |                                   |  |  |                                           |                                           |                                           |                                           |                                           |                                           |  |  |
|                                       |                                       |                                       |                                       |                                       |                                       |  |  |                                       |                                       |                                       |                                       |                                       |                                       |                                     |                                     |                                            |                                            |                                            |                                            |                                            |                                            |                                        |                                        |                                        |                                        |                                      |                                      |                                      |                                      |                                      |                                      |                                            |                                            |                                            |                                            |                                            |                                            |                                    |                                    |                                         |                                         |                                         |                                         |                                         |                                         |                                               |                                               |                                               |                                               |                                               |                                               |                                      |                                      |  |  |                                   |                                   |                                   |                                   |                                   |                                   |  |  |                                           |                                           |                                           |                                           |                                           |                                           |  |  |
|                                       |                                       |                                       |                                       |                                       |                                       |  |  |                                       |                                       |                                       |                                       |                                       |                                       |                                     |                                     |                                            |                                            |                                            |                                            |                                            |                                            |                                        |                                        |                                        |                                        |                                      |                                      |                                      |                                      |                                      |                                      |                                            |                                            |                                            |                                            |                                            |                                            |                                    |                                    |                                         |                                         |                                         |                                         |                                         |                                         |                                               |                                               |                                               |                                               |                                               |                                               |                                      |                                      |  |  |                                   |                                   |                                   |                                   |                                   |                                   |  |  |                                           |                                           |                                           |                                           |                                           |                                           |  |  |
| 2. Coelestina Belcrediová 1813–1870   | 2. Coelestina Belcrediová 1813–1870   | 2. Coelestina Belcrediová 1813–1870   | 2. Coelestina Belcrediová 1813–1870   | 2. Coelestina Belcrediová 1813–1870   | 2. Coelestina Belcrediová 1813–1870   |  |  | 5. Egbert Belcredi 1816–1894          | 5. Egbert Belcredi 1816–1894          | 5. Egbert Belcredi 1816–1894          | 5. Egbert Belcredi 1816–1894          | 5. Egbert Belcredi 1816–1894          | 5. Egbert Belcredi 1816–1894          |                                     |                                     | 3. Kristiána z Nostitz-Rokitnitz 1820–1877 | 3. Kristiána z Nostitz-Rokitnitz 1820–1877 | 3. Kristiána z Nostitz-Rokitnitz 1820–1877 | 3. Kristiána z Nostitz-Rokitnitz 1820–1877 | 3. Kristiána z Nostitz-Rokitnitz 1820–1877 | 3. Kristiána z Nostitz-Rokitnitz 1820–1877 |                                        |                                        | 8. Richard Belcredi 1823–1902          | 8. Richard Belcredi 1823–1902          | 8. Richard Belcredi 1823–1902        | 8. Richard Belcredi 1823–1902        | 8. Richard Belcredi 1823–1902        | 8. Richard Belcredi 1823–1902        |                                      |                                      | 10. Anna z Weldenu 1834–1918               | 10. Anna z Weldenu 1834–1918               | 10. Anna z Weldenu 1834–1918               | 10. Anna z Weldenu 1834–1918               | 10. Anna z Weldenu 1834–1918               | 10. Anna z Weldenu 1834–1918               |                                    |                                    | 6. Edmund Belcredi 1821–1896            | 6. Edmund Belcredi 1821–1896            | 6. Edmund Belcredi 1821–1896            | 6. Edmund Belcredi 1821–1896            | 6. Edmund Belcredi 1821–1896            | 6. Edmund Belcredi 1821–1896            |                                               |                                               | 4. Terezie z Thurn-Taxisu 1824–1889           | 4. Terezie z Thurn-Taxisu 1824–1889           | 4. Terezie z Thurn-Taxisu 1824–1889           | 4. Terezie z Thurn-Taxisu 1824–1889           | 4. Terezie z Thurn-Taxisu 1824–1889  | 4. Terezie z Thurn-Taxisu 1824–1889  |  |  | Almerie Belcrediová 1819–1914     | Almerie Belcrediová 1819–1914     | Almerie Belcrediová 1819–1914     | Almerie Belcrediová 1819–1914     | Almerie Belcrediová 1819–1914     | Almerie Belcrediová 1819–1914     |  |  | Hugo Maxmilián z Thurn-Taxisu 1817–1889   | Hugo Maxmilián z Thurn-Taxisu 1817–1889   | Hugo Maxmilián z Thurn-Taxisu 1817–1889   | Hugo Maxmilián z Thurn-Taxisu 1817–1889   | Hugo Maxmilián z Thurn-Taxisu 1817–1889   | Hugo Maxmilián z Thurn-Taxisu 1817–1889   |  |  |
| 2. Coelestina Belcrediová 1813–1870   | 2. Coelestina Belcrediová 1813–1870   | 2. Coelestina Belcrediová 1813–1870   | 2. Coelestina Belcrediová 1813–1870   | 2. Coelestina Belcrediová 1813–1870   | 2. Coelestina Belcrediová 1813–1870   |  |  | 5. Egbert Belcredi 1816–1894          | 5. Egbert Belcredi 1816–1894          | 5. Egbert Belcredi 1816–1894          | 5. Egbert Belcredi 1816–1894          | 5. Egbert Belcredi 1816–1894          | 5. Egbert Belcredi 1816–1894          |                                     |                                     | 3. Kristiána z Nostitz-Rokitnitz 1820–1877 | 3. Kristiána z Nostitz-Rokitnitz 1820–1877 | 3. Kristiána z Nostitz-Rokitnitz 1820–1877 | 3. Kristiána z Nostitz-Rokitnitz 1820–1877 | 3. Kristiána z Nostitz-Rokitnitz 1820–1877 | 3. Kristiána z Nostitz-Rokitnitz 1820–1877 |                                        |                                        | 8. Richard Belcredi 1823–1902          | 8. Richard Belcredi 1823–1902          | 8. Richard Belcredi 1823–1902        | 8. Richard Belcredi 1823–1902        | 8. Richard Belcredi 1823–1902        | 8. Richard Belcredi 1823–1902        |                                      |                                      | 10. Anna z Weldenu 1834–1918               | 10. Anna z Weldenu 1834–1918               | 10. Anna z Weldenu 1834–1918               | 10. Anna z Weldenu 1834–1918               | 10. Anna z Weldenu 1834–1918               | 10. Anna z Weldenu 1834–1918               |                                    |                                    | 6. Edmund Belcredi 1821–1896            | 6. Edmund Belcredi 1821–1896            | 6. Edmund Belcredi 1821–1896            | 6. Edmund Belcredi 1821–1896            | 6. Edmund Belcredi 1821–1896            | 6. Edmund Belcredi 1821–1896            |                                               |                                               | 4. Terezie z Thurn-Taxisu 1824–1889           | 4. Terezie z Thurn-Taxisu 1824–1889           | 4. Terezie z Thurn-Taxisu 1824–1889           | 4. Terezie z Thurn-Taxisu 1824–1889           | 4. Terezie z Thurn-Taxisu 1824–1889  | 4. Terezie z Thurn-Taxisu 1824–1889  |  |  | Almerie Belcrediová 1819–1914     | Almerie Belcrediová 1819–1914     | Almerie Belcrediová 1819–1914     | Almerie Belcrediová 1819–1914     | Almerie Belcrediová 1819–1914     | Almerie Belcrediová 1819–1914     |  |  | Hugo Maxmilián z Thurn-Taxisu 1817–1889   | Hugo Maxmilián z Thurn-Taxisu 1817–1889   | Hugo Maxmilián z Thurn-Taxisu 1817–1889   | Hugo Maxmilián z Thurn-Taxisu 1817–1889   | Hugo Maxmilián z Thurn-Taxisu 1817–1889   | Hugo Maxmilián z Thurn-Taxisu 1817–1889   |  |  |
|                                       |                                       |                                       |                                       |                                       |                                       |  |  |                                       |                                       |                                       |                                       |                                       |                                       |                                     |                                     |                                            |                                            |                                            |                                            |                                            |                                            |                                        |                                        |                                        |                                        |                                      |                                      |                                      |                                      |                                      |                                      |                                            |                                            |                                            |                                            |                                            |                                            |                                    |                                    |                                         |                                         |                                         |                                         |                                         |                                         |                                               |                                               |                                               |                                               |                                               |                                               |                                      |                                      |  |  |                                   |                                   |                                   |                                   |                                   |                                   |  |  |                                           |                                           |                                           |                                           |                                           |                                           |  |  |
|                                       |                                       |                                       |                                       |                                       |                                       |  |  |                                       |                                       |                                       |                                       |                                       |                                       |                                     |                                     |                                            |                                            |                                            |                                            |                                            |                                            |                                        |                                        |                                        |                                        |                                      |                                      |                                      |                                      |                                      |                                      |                                            |                                            |                                            |                                            |                                            |                                            |                                    |                                    |                                         |                                         |                                         |                                         |                                         |                                         |                                               |                                               |                                               |                                               |                                               |                                               |                                      |                                      |  |  |                                   |                                   |                                   |                                   |                                   |                                   |  |  |                                           |                                           |                                           |                                           |                                           |                                           |  |  |
|                                       |                                       |                                       |                                       |                                       |                                       |  |  |                                       |                                       | 9. Ludvík Egbert Belcredi 1856–1914   | 9. Ludvík Egbert Belcredi 1856–1914   | 9. Ludvík Egbert Belcredi 1856–1914   | 9. Ludvík Egbert Belcredi 1856–1914   | 9. Ludvík Egbert Belcredi 1856–1914 | 9. Ludvík Egbert Belcredi 1856–1914 |                                            |                                            | 13. Marie z Franckensteinu 1859–1938       | 13. Marie z Franckensteinu 1859–1938       | 13. Marie z Franckensteinu 1859–1938       | 13. Marie z Franckensteinu 1859–1938       | 13. Marie z Franckensteinu 1859–1938   | 13. Marie z Franckensteinu 1859–1938   |                                        |                                        |                                      |                                      | Marie Karolína Belcrediová 1858–1912 | Marie Karolína Belcrediová 1858–1912 | Marie Karolína Belcrediová 1858–1912 | Marie Karolína Belcrediová 1858–1912 | Marie Karolína Belcrediová 1858–1912       | Marie Karolína Belcrediová 1858–1912       |                                            |                                            | Maxmilián z Vittinghoffu 1854–1926         | Maxmilián z Vittinghoffu 1854–1926         | Maxmilián z Vittinghoffu 1854–1926 | Maxmilián z Vittinghoffu 1854–1926 | Maxmilián z Vittinghoffu 1854–1926      | Maxmilián z Vittinghoffu 1854–1926      |                                         |                                         |                                         |                                         | 11. Karoline Christiane Belcrediová 1863–1923 | 11. Karoline Christiane Belcrediová 1863–1923 | 11. Karoline Christiane Belcrediová 1863–1923 | 11. Karoline Christiane Belcrediová 1863–1923 | 11. Karoline Christiane Belcrediová 1863–1923 | 11. Karoline Christiane Belcrediová 1863–1923 |                                      |                                      |  |  |                                   |                                   |                                   |                                   |                                   |                                   |  |  |                                           |                                           |                                           |                                           |                                           |                                           |  |  |
|                                       |                                       |                                       |                                       |                                       |                                       |  |  |                                       |                                       | 9. Ludvík Egbert Belcredi 1856–1914   | 9. Ludvík Egbert Belcredi 1856–1914   | 9. Ludvík Egbert Belcredi 1856–1914   | 9. Ludvík Egbert Belcredi 1856–1914   | 9. Ludvík Egbert Belcredi 1856–1914 | 9. Ludvík Egbert Belcredi 1856–1914 |                                            |                                            | 13. Marie z Franckensteinu 1859–1938       | 13. Marie z Franckensteinu 1859–1938       | 13. Marie z Franckensteinu 1859–1938       | 13. Marie z Franckensteinu 1859–1938       | 13. Marie z Franckensteinu 1859–1938   | 13. Marie z Franckensteinu 1859–1938   |                                        |                                        |                                      |                                      | Marie Karolína Belcrediová 1858–1912 | Marie Karolína Belcrediová 1858–1912 | Marie Karolína Belcrediová 1858–1912 | Marie Karolína Belcrediová 1858–1912 | Marie Karolína Belcrediová 1858–1912       | Marie Karolína Belcrediová 1858–1912       |                                            |                                            | Maxmilián z Vittinghoffu 1854–1926         | Maxmilián z Vittinghoffu 1854–1926         | Maxmilián z Vittinghoffu 1854–1926 | Maxmilián z Vittinghoffu 1854–1926 | Maxmilián z Vittinghoffu 1854–1926      | Maxmilián z Vittinghoffu 1854–1926      |                                         |                                         |                                         |                                         | 11. Karoline Christiane Belcrediová 1863–1923 | 11. Karoline Christiane Belcrediová 1863–1923 | 11. Karoline Christiane Belcrediová 1863–1923 | 11. Karoline Christiane Belcrediová 1863–1923 | 11. Karoline Christiane Belcrediová 1863–1923 | 11. Karoline Christiane Belcrediová 1863–1923 |                                      |                                      |  |  |                                   |                                   |                                   |                                   |                                   |                                   |  |  |                                           |                                           |                                           |                                           |                                           |                                           |  |  |
|                                       |                                       |                                       |                                       |                                       |                                       |  |  |                                       |                                       |                                       |                                       |                                       |                                       |                                     |                                     |                                            |                                            |                                            |                                            |                                            |                                            |                                        |                                        |                                        |                                        |                                      |                                      |                                      |                                      |                                      |                                      |                                            |                                            |                                            |                                            |                                            |                                            |                                    |                                    |                                         |                                         |                                         |                                         |                                         |                                         |                                               |                                               |                                               |                                               |                                               |                                               |                                      |                                      |  |  |                                   |                                   |                                   |                                   |                                   |                                   |  |  |                                           |                                           |                                           |                                           |                                           |                                           |  |  |
|                                       |                                       |                                       |                                       |                                       |                                       |  |  |                                       |                                       |                                       |                                       |                                       |                                       |                                     |                                     |                                            |                                            |                                            |                                            |                                            |                                            |                                        |                                        |                                        |                                        |                                      |                                      |                                      |                                      |                                      |                                      |                                            |                                            |                                            |                                            |                                            |                                            |                                    |                                    |                                         |                                         |                                         |                                         |                                         |                                         |                                               |                                               |                                               |                                               |                                               |                                               |                                      |                                      |  |  |                                   |                                   |                                   |                                   |                                   |                                   |  |  |                                           |                                           |                                           |                                           |                                           |                                           |  |  |
| 12. Egbert Richard Belcredi 1887–1932 | 12. Egbert Richard Belcredi 1887–1932 | 12. Egbert Richard Belcredi 1887–1932 | 12. Egbert Richard Belcredi 1887–1932 | 12. Egbert Richard Belcredi 1887–1932 | 12. Egbert Richard Belcredi 1887–1932 |  |  | Marie Anna Belcrediová 1888–1968      | Marie Anna Belcrediová 1888–1968      | Marie Anna Belcrediová 1888–1968      | Marie Anna Belcrediová 1888–1968      | Marie Anna Belcrediová 1888–1968      | Marie Anna Belcrediová 1888–1968      |                                     |                                     | Erwein Karl von Aretin 1887–1952           | Erwein Karl von Aretin 1887–1952           | Erwein Karl von Aretin 1887–1952           | Erwein Karl von Aretin 1887–1952           | Erwein Karl von Aretin 1887–1952           | Erwein Karl von Aretin 1887–1952           |                                        |                                        | 14. Richard Georg Belcredi 1891–1956   | 14. Richard Georg Belcredi 1891–1956   | 14. Richard Georg Belcredi 1891–1956 | 14. Richard Georg Belcredi 1891–1956 | 14. Richard Georg Belcredi 1891–1956 | 14. Richard Georg Belcredi 1891–1956 |                                      |                                      | Karl Georg Belcredi 1893–1972              | Karl Georg Belcredi 1893–1972              | Karl Georg Belcredi 1893–1972              | Karl Georg Belcredi 1893–1972              | Karl Georg Belcredi 1893–1972              | Karl Georg Belcredi 1893–1972              |                                    |                                    | Therese Kálnoky de Köröspatak 1893–1966 | Therese Kálnoky de Köröspatak 1893–1966 | Therese Kálnoky de Köröspatak 1893–1966 | Therese Kálnoky de Köröspatak 1893–1966 | Therese Kálnoky de Köröspatak 1893–1966 | Therese Kálnoky de Köröspatak 1893–1966 |                                               |                                               | 7. Anna Josefa Belcrediová 1896–1898          | 7. Anna Josefa Belcrediová 1896–1898          | 7. Anna Josefa Belcrediová 1896–1898          | 7. Anna Josefa Belcrediová 1896–1898          | 7. Anna Josefa Belcrediová 1896–1898 | 7. Anna Josefa Belcrediová 1896–1898 |  |  | Georg Heinrich Belcredi 1902–1973 | Georg Heinrich Belcredi 1902–1973 | Georg Heinrich Belcredi 1902–1973 | Georg Heinrich Belcredi 1902–1973 | Georg Heinrich Belcredi 1902–1973 | Georg Heinrich Belcredi 1902–1973 |  |  | ELisabeth Kálnoky de Köröspatak 1895–1975 | ELisabeth Kálnoky de Köröspatak 1895–1975 | ELisabeth Kálnoky de Köröspatak 1895–1975 | ELisabeth Kálnoky de Köröspatak 1895–1975 | ELisabeth Kálnoky de Köröspatak 1895–1975 | ELisabeth Kálnoky de Köröspatak 1895–1975 |  |  |
| 12. Egbert Richard Belcredi 1887–1932 | 12. Egbert Richard Belcredi 1887–1932 | 12. Egbert Richard Belcredi 1887–1932 | 12. Egbert Richard Belcredi 1887–1932 | 12. Egbert Richard Belcredi 1887–1932 | 12. Egbert Richard Belcredi 1887–1932 |  |  | Marie Anna Belcrediová 1888–1968      | Marie Anna Belcrediová 1888–1968      | Marie Anna Belcrediová 1888–1968      | Marie Anna Belcrediová 1888–1968      | Marie Anna Belcrediová 1888–1968      | Marie Anna Belcrediová 1888–1968      |                                     |                                     | Erwein Karl von Aretin 1887–1952           | Erwein Karl von Aretin 1887–1952           | Erwein Karl von Aretin 1887–1952           | Erwein Karl von Aretin 1887–1952           | Erwein Karl von Aretin 1887–1952           | Erwein Karl von Aretin 1887–1952           |                                        |                                        | 14. Richard Georg Belcredi 1891–1956   | 14. Richard Georg Belcredi 1891–1956   | 14. Richard Georg Belcredi 1891–1956 | 14. Richard Georg Belcredi 1891–1956 | 14. Richard Georg Belcredi 1891–1956 | 14. Richard Georg Belcredi 1891–1956 |                                      |                                      | Karl Georg Belcredi 1893–1972              | Karl Georg Belcredi 1893–1972              | Karl Georg Belcredi 1893–1972              | Karl Georg Belcredi 1893–1972              | Karl Georg Belcredi 1893–1972              | Karl Georg Belcredi 1893–1972              |                                    |                                    | Therese Kálnoky de Köröspatak 1893–1966 | Therese Kálnoky de Köröspatak 1893–1966 | Therese Kálnoky de Köröspatak 1893–1966 | Therese Kálnoky de Köröspatak 1893–1966 | Therese Kálnoky de Köröspatak 1893–1966 | Therese Kálnoky de Köröspatak 1893–1966 |                                               |                                               | 7. Anna Josefa Belcrediová 1896–1898          | 7. Anna Josefa Belcrediová 1896–1898          | 7. Anna Josefa Belcrediová 1896–1898          | 7. Anna Josefa Belcrediová 1896–1898          | 7. Anna Josefa Belcrediová 1896–1898 | 7. Anna Josefa Belcrediová 1896–1898 |  |  | Georg Heinrich Belcredi 1902–1973 | Georg Heinrich Belcredi 1902–1973 | Georg Heinrich Belcredi 1902–1973 | Georg Heinrich Belcredi 1902–1973 | Georg Heinrich Belcredi 1902–1973 | Georg Heinrich Belcredi 1902–1973 |  |  | ELisabeth Kálnoky de Köröspatak 1895–1975 | ELisabeth Kálnoky de Köröspatak 1895–1975 | ELisabeth Kálnoky de Köröspatak 1895–1975 | ELisabeth Kálnoky de Köröspatak 1895–1975 | ELisabeth Kálnoky de Köröspatak 1895–1975 | ELisabeth Kálnoky de Köröspatak 1895–1975 |  |  |
|                                       |                                       |                                       |                                       |                                       |                                       |  |  |                                       |                                       |                                       |                                       |                                       |                                       |                                     |                                     |                                            |                                            |                                            |                                            |                                            |                                            |                                        |                                        |                                        |                                        |                                      |                                      |                                      |                                      |                                      |                                      |                                            |                                            |                                            |                                            |                                            |                                            |                                    |                                    |                                         |                                         |                                         |                                         |                                         |                                         |                                               |                                               |                                               |                                               |                                               |                                               |                                      |                                      |  |  |                                   |                                   |                                   |                                   |                                   |                                   |  |  |                                           |                                           |                                           |                                           |                                           |                                           |  |  |
|                                       |                                       |                                       |                                       |                                       |                                       |  |  |                                       |                                       |                                       |                                       |                                       |                                       |                                     |                                     |                                            |                                            |                                            |                                            |                                            |                                            |                                        |                                        |                                        |                                        |                                      |                                      |                                      |                                      |                                      |                                      |                                            |                                            |                                            |                                            |                                            |                                            |                                    |                                    |                                         |                                         |                                         |                                         |                                         |                                         |                                               |                                               |                                               |                                               |                                               |                                               |                                      |                                      |  |  |                                   |                                   |                                   |                                   |                                   |                                   |  |  |                                           |                                           |                                           |                                           |                                           |                                           |  |  |
| 15. Ludvík Hugo Belcredi 1921–1981    | 15. Ludvík Hugo Belcredi 1921–1981    | 15. Ludvík Hugo Belcredi 1921–1981    | 15. Ludvík Hugo Belcredi 1921–1981    | 15. Ludvík Hugo Belcredi 1921–1981    | 15. Ludvík Hugo Belcredi 1921–1981    |  |  | 18. Miloslava, roz. Králová 1929–2020 | 18. Miloslava, roz. Králová 1929–2020 | 18. Miloslava, roz. Králová 1929–2020 | 18. Miloslava, roz. Králová 1929–2020 | 18. Miloslava, roz. Králová 1929–2020 | 18. Miloslava, roz. Králová 1929–2020 |                                     |                                     | Marie Therese Belcrediová 1922–1978        | Marie Therese Belcrediová 1922–1978        | Marie Therese Belcrediová 1922–1978        | Marie Therese Belcrediová 1922–1978        | Marie Therese Belcrediová 1922–1978        | Marie Therese Belcrediová 1922–1978        |                                        |                                        | Jan Nepomuk Lobkowicz 1920–2000        | Jan Nepomuk Lobkowicz 1920–2000        | Jan Nepomuk Lobkowicz 1920–2000      | Jan Nepomuk Lobkowicz 1920–2000      | Jan Nepomuk Lobkowicz 1920–2000      | Jan Nepomuk Lobkowicz 1920–2000      |                                      |                                      | 16. Hugo Andrian-Belcredi 1923–2012        | 16. Hugo Andrian-Belcredi 1923–2012        | 16. Hugo Andrian-Belcredi 1923–2012        | 16. Hugo Andrian-Belcredi 1923–2012        | 16. Hugo Andrian-Belcredi 1923–2012        | 16. Hugo Andrian-Belcredi 1923–2012        |                                    |                                    | Marie, roz. Kouřilová 1930–?            | Marie, roz. Kouřilová 1930–?            | Marie, roz. Kouřilová 1930–?            | Marie, roz. Kouřilová 1930–?            | Marie, roz. Kouřilová 1930–?            | Marie, roz. Kouřilová 1930–?            |                                               |                                               | Richard Mořic Belcredi 1926–2015              | Richard Mořic Belcredi 1926–2015              | Richard Mořic Belcredi 1926–2015              | Richard Mořic Belcredi 1926–2015              | Richard Mořic Belcredi 1926–2015     | Richard Mořic Belcredi 1926–2015     |  |  | Mabile Rohan-Guémenée 1924–1982   | Mabile Rohan-Guémenée 1924–1982   | Mabile Rohan-Guémenée 1924–1982   | Mabile Rohan-Guémenée 1924–1982   | Mabile Rohan-Guémenée 1924–1982   | Mabile Rohan-Guémenée 1924–1982   |  |  | 17. Egbert Belcredi 1938–2012             | 17. Egbert Belcredi 1938–2012             | 17. Egbert Belcredi 1938–2012             | 17. Egbert Belcredi 1938–2012             | 17. Egbert Belcredi 1938–2012             | 17. Egbert Belcredi 1938–2012             |  |  |
| 15. Ludvík Hugo Belcredi 1921–1981    | 15. Ludvík Hugo Belcredi 1921–1981    | 15. Ludvík Hugo Belcredi 1921–1981    | 15. Ludvík Hugo Belcredi 1921–1981    | 15. Ludvík Hugo Belcredi 1921–1981    | 15. Ludvík Hugo Belcredi 1921–1981    |  |  | 18. Miloslava, roz. Králová 1929–2020 | 18. Miloslava, roz. Králová 1929–2020 | 18. Miloslava, roz. Králová 1929–2020 | 18. Miloslava, roz. Králová 1929–2020 | 18. Miloslava, roz. Králová 1929–2020 | 18. Miloslava, roz. Králová 1929–2020 |                                     |                                     | Marie Therese Belcrediová 1922–1978        | Marie Therese Belcrediová 1922–1978        | Marie Therese Belcrediová 1922–1978        | Marie Therese Belcrediová 1922–1978        | Marie Therese Belcrediová 1922–1978        | Marie Therese Belcrediová 1922–1978        |                                        |                                        | Jan Nepomuk Lobkowicz 1920–2000        | Jan Nepomuk Lobkowicz 1920–2000        | Jan Nepomuk Lobkowicz 1920–2000      | Jan Nepomuk Lobkowicz 1920–2000      | Jan Nepomuk Lobkowicz 1920–2000      | Jan Nepomuk Lobkowicz 1920–2000      |                                      |                                      | 16. Hugo Andrian-Belcredi 1923–2012        | 16. Hugo Andrian-Belcredi 1923–2012        | 16. Hugo Andrian-Belcredi 1923–2012        | 16. Hugo Andrian-Belcredi 1923–2012        | 16. Hugo Andrian-Belcredi 1923–2012        | 16. Hugo Andrian-Belcredi 1923–2012        |                                    |                                    | Marie, roz. Kouřilová 1930–?            | Marie, roz. Kouřilová 1930–?            | Marie, roz. Kouřilová 1930–?            | Marie, roz. Kouřilová 1930–?            | Marie, roz. Kouřilová 1930–?            | Marie, roz. Kouřilová 1930–?            |                                               |                                               | Richard Mořic Belcredi 1926–2015              | Richard Mořic Belcredi 1926–2015              | Richard Mořic Belcredi 1926–2015              | Richard Mořic Belcredi 1926–2015              | Richard Mořic Belcredi 1926–2015     | Richard Mořic Belcredi 1926–2015     |  |  | Mabile Rohan-Guémenée 1924–1982   | Mabile Rohan-Guémenée 1924–1982   | Mabile Rohan-Guémenée 1924–1982   | Mabile Rohan-Guémenée 1924–1982   | Mabile Rohan-Guémenée 1924–1982   | Mabile Rohan-Guémenée 1924–1982   |  |  | 17. Egbert Belcredi 1938–2012             | 17. Egbert Belcredi 1938–2012             | 17. Egbert Belcredi 1938–2012             | 17. Egbert Belcredi 1938–2012             | 17. Egbert Belcredi 1938–2012             | 17. Egbert Belcredi 1938–2012             |  |  |
|                                       |                                       |                                       |                                       |                                       |                                       |  |  |                                       |                                       |                                       |                                       |                                       |                                       |                                     |                                     |                                            |                                            |                                            |                                            |                                            |                                            |                                        |                                        |                                        |                                        |                                      |                                      |                                      |                                      |                                      |                                      |                                            |                                            |                                            |                                            |                                            |                                            |                                    |                                    |                                         |                                         |                                         |                                         |                                         |                                         |                                               |                                               |                                               |                                               |                                               |                                               |                                      |                                      |  |  |                                   |                                   |                                   |                                   |                                   |                                   |  |  |                                           |                                           |                                           |                                           |                                           |                                           |  |  |
|                                       |                                       |                                       |                                       |                                       |                                       |  |  |                                       |                                       |                                       |                                       |                                       |                                       |                                     |                                     |                                            |                                            |                                            |                                            |                                            |                                            |                                        |                                        |                                        |                                        |                                      |                                      |                                      |                                      |                                      |                                      |                                            |                                            |                                            |                                            |                                            |                                            |                                    |                                    |                                         |                                         |                                         |                                         |                                         |                                         |                                               |                                               |                                               |                                               |                                               |                                               |                                      |                                      |  |  |                                   |                                   |                                   |                                   |                                   |                                   |  |  |                                           |                                           |                                           |                                           |                                           |                                           |  |  |
| Karel Belcredi * 1950                 | Karel Belcredi * 1950                 | Karel Belcredi * 1950                 | Karel Belcredi * 1950                 | Karel Belcredi * 1950                 | Karel Belcredi * 1950                 |  |  | Marie, roz. Krčilová * 1953           | Marie, roz. Krčilová * 1953           | Marie, roz. Krčilová * 1953           | Marie, roz. Krčilová * 1953           | Marie, roz. Krčilová * 1953           | Marie, roz. Krčilová * 1953           |                                     |                                     | I. Jiřina, roz. Dobešová * 1957            | I. Jiřina, roz. Dobešová * 1957            | I. Jiřina, roz. Dobešová * 1957            | I. Jiřina, roz. Dobešová * 1957            | I. Jiřina, roz. Dobešová * 1957            | I. Jiřina, roz. Dobešová * 1957            |                                        |                                        | Ludvík Belcredi * 1954                 | Ludvík Belcredi * 1954                 | Ludvík Belcredi * 1954               | Ludvík Belcredi * 1954               | Ludvík Belcredi * 1954               | Ludvík Belcredi * 1954               |                                      |                                      | II. Irena Sehnalová, roz. Sedláková * 1973 | II. Irena Sehnalová, roz. Sedláková * 1973 | II. Irena Sehnalová, roz. Sedláková * 1973 | II. Irena Sehnalová, roz. Sedláková * 1973 | II. Irena Sehnalová, roz. Sedláková * 1973 | II. Irena Sehnalová, roz. Sedláková * 1973 |                                    |                                    | Richard Alain Belcredi * 1953           | Richard Alain Belcredi * 1953           | Richard Alain Belcredi * 1953           | Richard Alain Belcredi * 1953           | Richard Alain Belcredi * 1953           | Richard Alain Belcredi * 1953           |                                               |                                               | Beatrix Nicolaia, roz. Spitzy * 1952          | Beatrix Nicolaia, roz. Spitzy * 1952          | Beatrix Nicolaia, roz. Spitzy * 1952          | Beatrix Nicolaia, roz. Spitzy * 1952          | Beatrix Nicolaia, roz. Spitzy * 1952 | Beatrix Nicolaia, roz. Spitzy * 1952 |  |  | Alain Alexander Belcredi * 1957   | Alain Alexander Belcredi * 1957   | Alain Alexander Belcredi * 1957   | Alain Alexander Belcredi * 1957   | Alain Alexander Belcredi * 1957   | Alain Alexander Belcredi * 1957   |  |  | Petra, roz. Rattenberger * 1960           | Petra, roz. Rattenberger * 1960           | Petra, roz. Rattenberger * 1960           | Petra, roz. Rattenberger * 1960           | Petra, roz. Rattenberger * 1960           | Petra, roz. Rattenberger * 1960           |  |  |
| Karel Belcredi * 1950                 | Karel Belcredi * 1950                 | Karel Belcredi * 1950                 | Karel Belcredi * 1950                 | Karel Belcredi * 1950                 | Karel Belcredi * 1950                 |  |  | Marie, roz. Krčilová * 1953           | Marie, roz. Krčilová * 1953           | Marie, roz. Krčilová * 1953           | Marie, roz. Krčilová * 1953           | Marie, roz. Krčilová * 1953           | Marie, roz. Krčilová * 1953           |                                     |                                     | I. Jiřina, roz. Dobešová * 1957            | I. Jiřina, roz. Dobešová * 1957            | I. Jiřina, roz. Dobešová * 1957            | I. Jiřina, roz. Dobešová * 1957            | I. Jiřina, roz. Dobešová * 1957            | I. Jiřina, roz. Dobešová * 1957            |                                        |                                        | Ludvík Belcredi * 1954                 | Ludvík Belcredi * 1954                 | Ludvík Belcredi * 1954               | Ludvík Belcredi * 1954               | Ludvík Belcredi * 1954               | Ludvík Belcredi * 1954               |                                      |                                      | II. Irena Sehnalová, roz. Sedláková * 1973 | II. Irena Sehnalová, roz. Sedláková * 1973 | II. Irena Sehnalová, roz. Sedláková * 1973 | II. Irena Sehnalová, roz. Sedláková * 1973 | II. Irena Sehnalová, roz. Sedláková * 1973 | II. Irena Sehnalová, roz. Sedláková * 1973 |                                    |                                    | Richard Alain Belcredi * 1953           | Richard Alain Belcredi * 1953           | Richard Alain Belcredi * 1953           | Richard Alain Belcredi * 1953           | Richard Alain Belcredi * 1953           | Richard Alain Belcredi * 1953           |                                               |                                               | Beatrix Nicolaia, roz. Spitzy * 1952          | Beatrix Nicolaia, roz. Spitzy * 1952          | Beatrix Nicolaia, roz. Spitzy * 1952          | Beatrix Nicolaia, roz. Spitzy * 1952          | Beatrix Nicolaia, roz. Spitzy * 1952 | Beatrix Nicolaia, roz. Spitzy * 1952 |  |  | Alain Alexander Belcredi * 1957   | Alain Alexander Belcredi * 1957   | Alain Alexander Belcredi * 1957   | Alain Alexander Belcredi * 1957   | Alain Alexander Belcredi * 1957   | Alain Alexander Belcredi * 1957   |  |  | Petra, roz. Rattenberger * 1960           | Petra, roz. Rattenberger * 1960           | Petra, roz. Rattenberger * 1960           | Petra, roz. Rattenberger * 1960           | Petra, roz. Rattenberger * 1960           | Petra, roz. Rattenberger * 1960           |  |  |

### Podle uložení
Vpravo je umístěno jedenáct rakví, vlevo šest rakví a jedna urna. Arabské číslice odpovídají pořadí úmrtí podle předchozí tabulky.
| oltář                                         |                                            |                              |
| 11. Karoline Christiane Belcrediová 1863–1923 |                                            | 1. Eduard Belcredi 1786–1830 |
| 12. Egbert Belcredi 1887–1932                 | 2. Coelestina Belcrediová 1813–1870        |                              |
| 14. Richard Georg Belcredi 1891–1956          | 5. Egbert Belcredi 1816–1894               |                              |
| 15. Ludvík Hugo Belcredi 1921–1981            | 3. Kristiána z Nostitz-Rokitnitz 1820–1877 |                              |
| 18. Miloslava, roz. Králová 1929–2020         | 6. Edmund Belcredi 1821–1896               |                              |
| 16. Hugo Andrian-Belcredi 1923–2012           | 4. Terezie z Thurn-Taxisu 1824–1889        |                              |
| 17. Egbert Belcredi 1938–2012                 | 7. Anna Josefa Belcrediová 1896–1898       |                              |
|                                               | 8. Richard Belcredi 1823–1902              |                              |
|                                               | 10. Anna z Weldenu 1834–1918               |                              |
|                                               | 9. Ludvík Egbert Belcredi 1856–1914        |                              |
|                                               | 13. Marie z Franckensteinu 1859–1938       |                              |
| vstup                                         |                                            |                              |